# Kamenna Riksa, Montana
Kamenna Riksa (în bulgară Каменна Рикса) este un sat în comuna Gheorghi Dameanovo, regiunea Montana, Bulgaria. 

## Demografie
Componența etnică a satului Kamenna Riksa
     Bulgari (97,35%)
     Nicio identificare (2,64%)
     Altele (0%)
La recensământul din 2011, populația satului Kamenna Riksa era de 151 locuitori. Din punct de vedere etnic, majoritatea locuitorilor (97,35%) erau bulgari. Pentru 2,64% din locuitori nu este cunoscută apartenența etnică.